# Conocladus australis
Conocladus australis är en ormstjärneart som först beskrevs av Addison Emery Verrill 1876.  Conocladus australis ingår i släktet Conocladus och familjen medusahuvuden. Inga underarter finns listade i Catalogue of Life.